# Întoarcerea lui Isaac
Întoarcerea lui Isaac (titlu original: Children of the Corn 666: Isaac's Return) este un film american de groază din 1999 regizat de Kari Skogland. Rolurile principale au fost interpretate de actorii Nancy Allen, Natalie Ramsey, John Franklin și  Stacy Keach. Este al șaselea film din seria Children of the Corn.

## Distribuție
- Natalie Ramsey - Hannah Martin
- Nancy Allen - Rachel Colby
- Paul Popowich - Gabriel
- John Franklin - Isaac Chroner
- Alix Koromzay - Cora
- John Patrick White - Matt
- Nathan Bexton - Jessie
- William Prael - Jake
- Sydney Bennett - Morgan
- Stacy Keach - Dr. Michaels
- Gary Bullock - Zachariah

## Producție
Filmările au avut loc în Linda Vista Community Hospital.